# Juan Borja y Lizarzaburu

Escudo de armas del Ducado de Gandía de los Borja o Borgia

Juan Miguel Francisco Borja y Lizarzaburu. (Guano, c. 21  de junio de 1816 - Quito, 6 de octubre de 1864) fue un jurisconsulto, político liberal y mártir ecuatoriano. Hijo de Juan Ramón de Borja y Villacís y de Mariana Lizarzaburu y Larrea. Fue bautizado el 20 de junio de 1817.

## Progenie
Por su padre, era descendiente directo de Juan de Borja y Enríquez de Luna, III duque de Gandía y Juana de Aragón y Gurrea; el primero, nieto del papa Alejandro VI (Rodrigo de Borja); la segunda, nieta del rey Fernando II de Aragón, descendiente de los reyes de Navarra y la corona de Aragón.

## Biografía

### Estudios
Sus estudios los cursó en la ciudad de Quito; incorporándose, como abogado, el 29 de octubre de 1842.

### Enemistad con Gabriel García Moreno
En 1846 altercó con el Dr. Gabriel García Moreno, debido a que éste, por medio del diario quiteño “El Vengador”, del cual era su editor, acusó a su hermano mayor Juan Manuel de ser un “aventurero” que, en unión del expresidente Gral. Juan José Flores, planeaban invadir el Ecuador. Por lo que, recurriendo a una hoja volante le rebatió: “...mi hermano no es aventurero; aventureros son los que sin una moneda, sin otra recomendación que su osadía, aparecen en Quito de repente y se casan con mujeres ricas, sean o no viejas y feas...” Siendo esta inconfundible mención a su vida privada lo que encolerizó profundamente a García Moreno, al punto de jurarle, por ello, eterna venganza.

### Cargos desempeñados
En 1849 inició una breve vida pública al ser elegido Concejal de Quito.
En 1852 el presidente Gral. José María Urbina y Viteri lo nombró Director de la Casa de Moneda.
En 1856, a la par de que volvía a ser elegido Concejal de Quito, el presidente Gral. Francisco Robles García lo designó Gobernador de la provincia de Pichincha.

### Nuevo enfrentamiento con Gabriel García Moreno
En 1859, respaldó al Gral. Francisco Robles García haciendo frente, desde el interior del Palacio de Gobierno, a los sublevados contra el régimen, que atacaron el mismo, apoyando la instauración de un gobierno provisional en Quito, integrado por Gabriel García Moreno, Jerónimo Carrión, Pacífico Chiriboga y Rafael Carvajal. Sublevación que, finalmente, logró imponerse.
Gabriel García Moreno, en aquella ocasión, pretendió condenarlo a la pena capital, culpándolo de las muertes ocurridas en la refriega, lo cual no pudo lograr; pues, luego de juzgárselo se lo declaró inocente.

### Persecución
En 1861, Gabriel García Moreno, alcanzó la presidencia por primera ocasión, desencadenando sobre él una tenaz persecución e incluso disponiendo su destierro, por lo que se vio obligado a pasar a la clandestinidad; lo cual no le impidió, que en junio de 1864, participara, en unión del  Gral. José María Urbina y Viteri, en una malograda intentona de derrocar al gobierno, por lo que tuvo que volver a esconderse.

### Captura
Localizado su escondite en Quito, por gente al servicio del gobierno, al intentar escapar en la noche, sobresaltado se lanzó por una quebrada existente en aquel entonces, denominada “de Manosalva” (actual esquina de las calles Flores y Sucre, de la ciudad de Quito), con tan mala fortuna, que en su caída se fracturó la mandíbula, resultando malamente herido, lo cual allanó su captura.

### Encarcelamiento y suplicios
Una vez apresado, raudamente fue llevado ante la presencia de García Moreno, quien ordenó sea encadenado en un calabozo, sin consentir que se le dote de atención médica alguna para curar sus lesiones. Debido a ello, a más de las condiciones infrahumanas en que fue mantenido, el estado de sus heridas empezó a desmejorarse aún más, con el aparecimiento de pútridas llagas causadas por las cadenas. Pese a la pésima condición de salud en que se encontraba, el presidente se mantuvo inamovible, en no permitir ninguna ayuda médica.
Pese al suplicio físico que soportaba, fue obligado por García Moreno a presenciar el fusilamiento de su principal y más entrañable amigo, el general Manuel Tomás Maldonado, antiguo aliado del presidente que había caído en desgracia tras encontrarlo responsable del fallido intento de golpe de Estado. En dicha ejecución, se le hizo creer que también sería ajusticiado con un simulacro realizado para el efecto.

### Súplica de una madre
Su madre, conocedora del gravísimo estado en que se encontraba su hijo, acudió a una misa en la que comulgó junto al mandatario. Al culminar la ceremonia religiosa se adelantó en salir de la iglesia a la espera de éste. Cuando García Moreno surgió de ésta, suplicante se lanzó a sus pies y le rogó: “Señor... por el Dios que lleva en su pecho, deje en libertad a mi hijo para poderlo atender...”, a lo que aquel respondió: “Señora, Dios manda en el Cielo y yo soy el juez en la tierra. Su hijo no saldrá del calabozo sino para ir al sepulcro”; y se apartó de ella, abandonándola de rodillas.

## Fallecimiento
Expiró a las tres de la mañana del 6 de octubre de 1864, en la oscura y húmeda celda de su prisión, habiendo transcurrido ya ciento cuatro días de permanecer encarcelado.

## Leyenda
Existe una historia, muy poco difundida, en cuanto a que su madre, al ver que Gabriel García Moreno se alejaba, sin haber accedido a su súplica, maldijo al mismo, expresando lo siguiente: “¡Maldito seas! ¡Un rayo te matará!”.
Gabriel García Moreno murió asesinado, en Quito, el 6 de agosto de 1875. Siendo el principal ejecutor material del magnicidio Faustino Lemus Rayo.